# 嵐山温泉

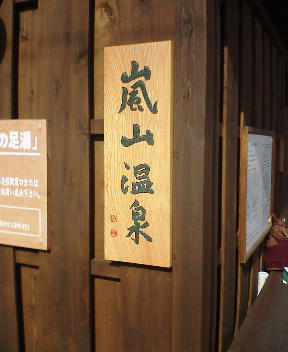
京福・嵐山駅の構内には150円で利用できる足湯がある。

嵐山温泉（あらしやまおんせん）は、京都府京都市右京区嵐山にある温泉である。

## 泉質
- 単純温泉（低張性弱アルカリ性温泉）
  - 源泉所在 京都市西京区嵐山上河原町1番2 （京都府嵐山公園管理事務所東側）
  - 掘削深度 1200メートル
  - 湧出量 毎分81リットル、日量116トン
  - 温度 湧出口/35.2℃、地下1200メートル/44.1℃
  - 色彩 微白濁

### 効能
- 神経痛、筋肉痛、関節痛、五十肩、うちみ、くじき、慢性消化器病、痔病、冷え症、疲労回復、健康増進など

※効能はその効果を万人に保証するものではない。

## 温泉地

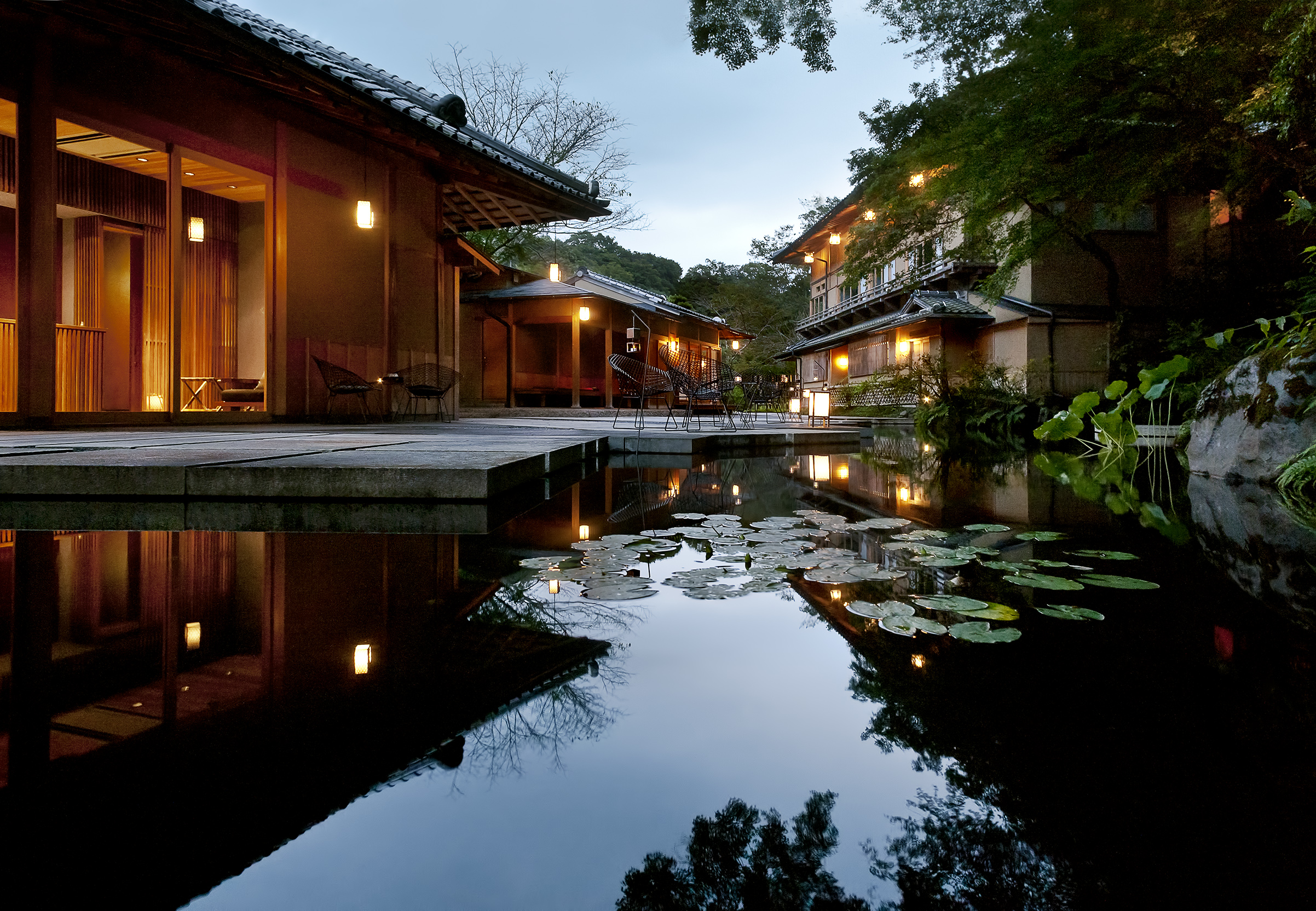
星のや 京都

嵐山地区は京都屈指の観光スポットであり、有名寺院などが数多くあり、周辺の散策には事欠かない。現在は5件の宿が温泉を引いている。

### 歴史
平安時代から貴族の別荘地として当地は栄えた。温泉地としての歴史は、大正時代から温泉旅館の嵐峡舘（現在：星のや京都）などをはじめ、2-3件の温泉宿が存在している。
1951年7月11日の集中豪雨時には、山崩れ（土砂災害）により3階建ての旅館が倒壊。4人の死者を出す被害が発生した。
有名な温泉地とは言えなかったが、2003年（平成15年）3月4日から9月23日まで204日間の掘削後、2004年（平成16年）3月に開湯した。

## 交通アクセス
鉄道
嵯峨嵐山駅（JR西日本）、嵐山駅 (阪急)、嵐山駅 (京福電気鉄道)下車すぐ

車
名神・京都南インターチェンジから国道1号、国道9号、府道29号で約10km